# جيمس إس. واتسون
جيمس إس. واتسون (بالإنجليزية: James S. Watson)‏ هو قاضي ومحامي أمريكي، ولد في 1882، وتوفي في 1952.